# 大白鲨
大白鯊（學名：Carcharodon carcharias），中国科学院动物研究所官方中文学名为噬人鲨，中華民國中央研究院官方中文學名為食人鯊，又名白鮫、食人鮫、白鯊，俗称白色死神，是鼠鲨科的一种高度食肉性的大型鲨鱼，出没于各个大洋及主要边缘海的浅海水域。大白鲨最早的化石出现于中新世，是噬人鲨属（Carcharodon）唯一现存的成员，屬於活化石物種。它的体型引人注目，较大的成年雌性个体可以长到6.4（21英尺）以上，体重可达1,905—2,268（4,200—5,000磅）。然而，大多数都比较小，雄性和雌性平均测量为3.4—4.0（11—13英尺）和4.6—4.9（15—16英尺）。
大白鲨是世上现存体型最大的掠食性鱼类，为許多海洋哺乳动物（特别是鳍足类）的主要天敌，另也会猎食海鸟和其他鱼类等一切能捕杀到的海洋生物。大白鯊與多數鯊魚一样是機會主義的伏击捕食者，会不间断的巡游直到見到外形適合的獵物就會伺机试探攻擊，攻击往往是从后方深处突然加速上游发起，在攻击发起前鲨鱼其实也并不知道獵物是否理想。许多与大白鲨有关的鲨鱼袭击都是针对冲浪者，原因很可能是人趴在冲浪板上露出手脚划水时在水下看到的投影与海豹的轮廓极其相似，而袭击后发现口感不对时大白鲨常会放弃继续撕咬。相較之下，可以进入淡水和半咸水区的公牛鯊攻擊人類的紀錄其实遠比大白鯊要多，甚至有些报道的大白鯊攻擊其实就是被誤認的公牛鯊攻擊事件。
作为食物链顶端的顶级掠食者（虽然遭遇虎鲸时也可能被捕食），大白鲨面对生态冲击时的物种恢复力稳定性并不强。此物种现被国际自然保护联盟列为“易危”，同时亦出现在《濒危野生动植物物种国际贸易公约》的附录二中。

## 分类
卡尔·林奈于1758年首次给予此物种分类学名，称之为。随后，生物学家安德鲁·史密斯起了作为其属名，结合先前林奈所给的名称，就成了现今大白鲨的分类学名。源自于拉丁文中，意指“尖利”或“锐利”的及指“牙齿”的两字。
大白鲨最早出现于中新世中期。最古老的化石已经有一千六百万年之久，但是它们的系统发生仍存有争议。原先的理论是大白鲨与史前鲨鱼巨牙鲨来自于同一个祖先。它们的身体结构拥有不少相同或近似的特征，这使不少古生物学家都坚信这个理论，而后者也因此被归入同一个分类属内，并获命名为。不过，后有学者指出，巨牙鲨与大白鲨只是远亲，大白鲨应与远古的一种鯖鯊（学名为）更为接近。此说法获一套于1988年出土、包含222颗牙齿及45块脊椎骨的哈贝尔鲨（Carcharodon hubbelli）化石所印证，此鲨鱼后被认为是大白鲨与远古鯖鯊的中间物种。另外，巨牙鲨也被建议归入另外的拟噬人鲨属（Carcharocles），但此仍存有争议。

## 分布
大白鲨出没于几乎所有热带、亞热带和温带的海区。这些地区的水温在12—24°C（54—75°F）等。它们多集中在美國（大西洋东北区及加州海岸）、智利、南非、日本、大洋洲海域，另也包括地中海。南非幹斯拜对出的海岸為其中一个发现过最密集种群的聚集地。
大白鲨属浮游鱼类。常出没于同样为浮游生物的海豹、海狮、鲸目动物及其他鲨鱼等的活动地区，但也曾在海底1200米处发现过它们的踪影。
近期的一项研究显示，出没於加州海岸的大白鲨都会迁移到一处位于下加利福尼亚与夏威夷之间的海区。它们会在那里停留约100天的时间，然后再回到下加州。路途中，它们以低速游动前进，并会潜入水深近900米的区域。除此，是次研究的对象还包括一只在南非海岸被打上追踪标签的大白鲨。研究人员发现，这只鲨鱼移动到了澳大利亚海区，并在一年后又重返当初的起点。此观察结果打破了以前一直认为大白鲨只出没于海岸区一带的看法。不过，迁移的目的及它们在目的地究竟做了些什么，还是没有一个解释。答案有可能是季节性猎食或交配。再者，另一项研究同样也在一只南非大白鲨「妮可」身上观察到类似的现象。这只鲨鱼从南非足足游了两万公里来到澳大利亚西北海区，旅途花了不到9个月的时间。

## 特徵與習性

### 生殖
大白鯊是卵胎生的魚類，卵在雌鯊的子宮中成熟，幼鯊孵出後繼續待在子宮並繼續生長直到出生。每胎可能產出6~20尾幼鯊，剛出生的幼鯊約1.2~1.5米。

### 食性
大白鯊食性廣，以魚類、海洋哺乳類、海洋爬蟲類、海洋無脊椎動物和海鳥為食。由於海豹、鮪魚和海豚等都是游泳快速及敏捷的獵物，因此大白鯊能成功捕獲的機會很低。為了有效捕捉獵物，大白鯊一般採取突擊。牠們首先會尾隨在獵物身後90公尺一段時間，再潛入水底埋伏，由於大白鯊的背部呈深色，海獅於水面難以察覺大白鲨的存在。當大白鯊確認獵物，便從下至上向獵物攻擊。一般攻擊情況下，第一擊會令獵物重傷，這時大白鯊會停止任何攻擊，直至獵物失血過多死亡後，再以溫和的方式享用獵物。當獵物是以高速前進時，大白鯊甚至會躍出水面攻擊獵物。
大白鯊也會吃腐爛的鯨魚屍體，當一些大型鯨魚死亡擱淺，腐肉氣味通常會吸引一大群大白鯊覓食，在食用鯨魚屍體時，體型較大的大白鯊會率先享用。

### 游速及體溫
大白鯊的瞬間游速可達時速約56公里。大白鯊屬少數半恆溫的動物，牠們利用因流過尾部肌肉而升溫的靜脈血來保持動脈血的溫度，以此效果保持在攝氏23至26的溫度。

## 保育狀況
- 其被列為《瀕危野生動植物種國際貿易公約》附錄二的物種，被限制出口及貿易。
- 中国国家二级保护动物。

## 与虎鲸的种间竞争
在两者猎物相互重叠的地区，大白鲨与虎鲸存在种间竞争。
以下是虎鯨攻擊大白鯊的紀錄：
1997年10月4日，美國法拉隆群島一只大约4.7-5.3m的雌性虎鲸将一只大约3m大白鲨上下颠倒并固定长达15分钟，使之进入强直静止状态，最终鲨鱼窒息而死，随后虎鲸开始啃食死去鲨鱼的肝脏。
2015年2月，遊客於南澳林肯港發現6條虎鯨（包括2條幼鯨），捕食一條大白鯊，這時南澳海域大白鯊集體消失，直到66天後才又觀測到大白鯊返回南澳海域。
2017年5月，四條大白鯊於南非海域遇害，體長分別為（4.9公尺母鯊、3.4公尺雄鯊、4.2公尺雄鯊、4.1公尺雄鯊），同樣使得南非大白鯊集體消失，直到60天後才又觀測到大白鯊返回南非海域。
2019年11月，位於南非的莫塞爾灣，有人拍攝到虎鯨追捕其中的大白鯊時，在附近的大白鯊不怕虎鯨。
據《每日郵報》報導，南非東開普省尼亞拉河口(Nyara River)在2024年出現一具被衝上沙灘的大白鯊遺體。海洋生物學家湯納（Alison Towner）指出，大白鯊遺體慘遭分屍，其體內的肝臟消失不見。當他們將其遺體帶走檢查時，發現其腹中竟有一具海豚遺體，海豚遺體在鯊魚腹內被整齊地切成四塊，這表明鯊魚在吞食海豚後，尚未消化便遭其他生物攻擊。研究人員將鯊魚和海豚的遺體重新拼湊後，發現鯊魚的肝臟幾乎完全消失，僅剩下一小塊殘餘。此外，他們還在鯊魚頭上發現了疑似虎鯨的齒痕，最終證實殺死鯊魚的生物就是虎鯨。